# Cour de l'Horloge
La cour de l'Horloge est un passage couvert situé dans le 8e arrondissement de Paris

## Situation et accès
La cour de l'Horloge s'ouvre au no 40, rue du Rocher dans le 8e arrondissement de Paris. 

## Origine du nom
Elle porte ce nom en raison de la présence d'une horloge. 

## Historique
Elle a été créée en 1825 et tient son nom d'une horloge que son propriétaire y avait fait placer,.